# Karszt

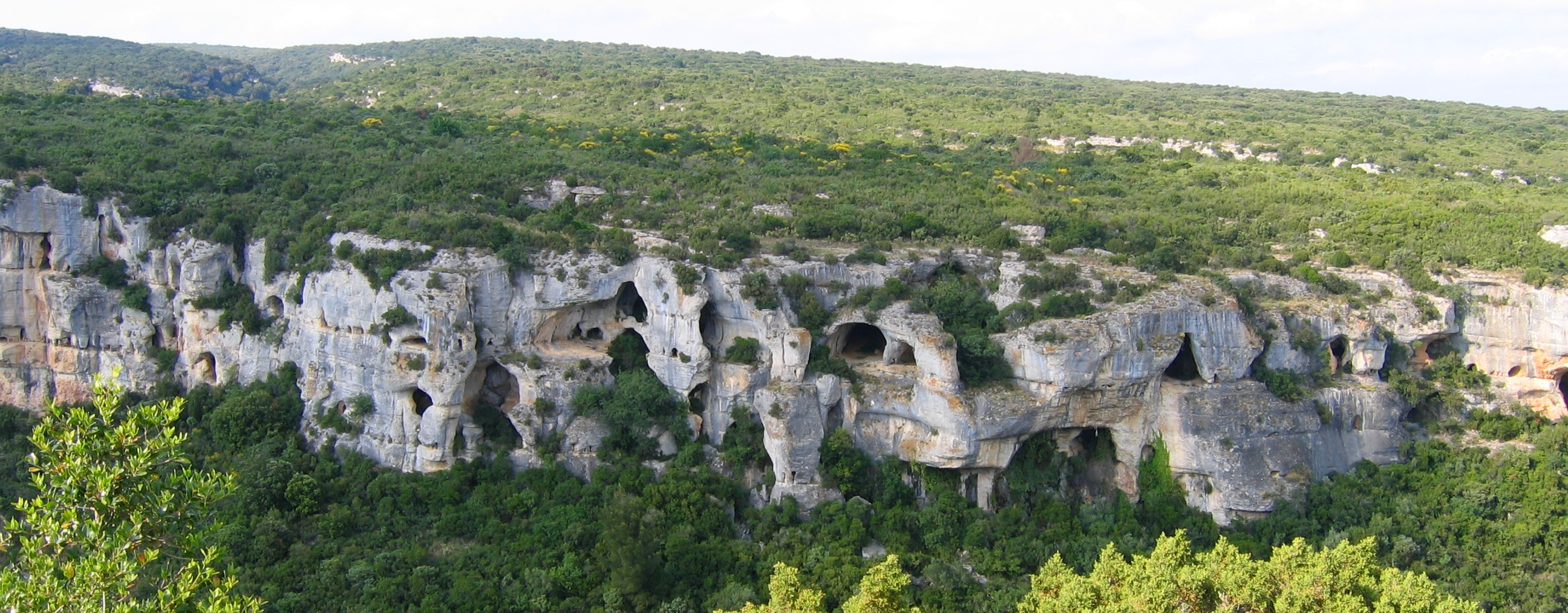
Jellegzetes karsztfelszín (Franciaország, Gorges de la Cesse Minerve, Hérault)

A karszt olyan kőzettest, amelyben a korrózió és az erózió a vizet jól vezető, viszonylag tágas kavernák, illetve barlangok rendszereit alakította ki (tehát a fogalom egyszerre jelöl kőzettestet és az ahhoz szorosan kötődő formaegyüttest). Karsztjelenségek csak a gyenge savakban is oldódó, repedéses vízvezető kőzetekben alakulnak ki – ilyen elsősorban a mészkő, jóval kevésbé a dolomit. A porózus vízvezető kőzetek (például evaporitok, kősótelepek) oldási jelenségeit is karsztosodásnak nevezzük, de ilyenkor jelzős összetétellel (gipszkarszt, sókarszt) érzékeltetjük, hogy nem mészkő a karsztosodó kőzet.

## Típusai
A karsztok felszíni és felszín alatti formakincse egyaránt rendkívül jellegzetes, de a felszíni formák (a kőzetek mállásának hatására) csak akkor alakulnak ki, ha a karsztosodó kőzet ténylegesen a felszínre bukkan (ez a nyílt karszt). Ha a karbonátos kőzetekre más, nem karsztosodó rétegek települnek, fedett karsztról beszélünk. A jelentősen a nyugalmi vízszint alatt, nagy hidrosztatikus nyomáson kialakult karszt a mélykarszt.
A trópusi, szubtrópusi területek sajátos karszttípusai a kúpkarsztok és a kőerdők.

## Neve
A karszt elterjedt nemzetközi elnevezés, bár egyes nyelveknek saját szavuk van e tartalomra (például a kínai 岩溶 janrong). Nemzetközileg a német Karst szó terjedt el, amely a szlovéniai (részben olasz) Kras régió német neve. Az olasz név Carso. A karsztkutatás először a világon ebben a régióban indult meg. Maga a név paleoeurópai eredetű, a latin elnevezés Carusardius volt. A szlovén nyelvben 1177-től mutatható ki a grast alak, a horvát alak kras (1230-ból van már rá adat).

## A karsztok morfológiája

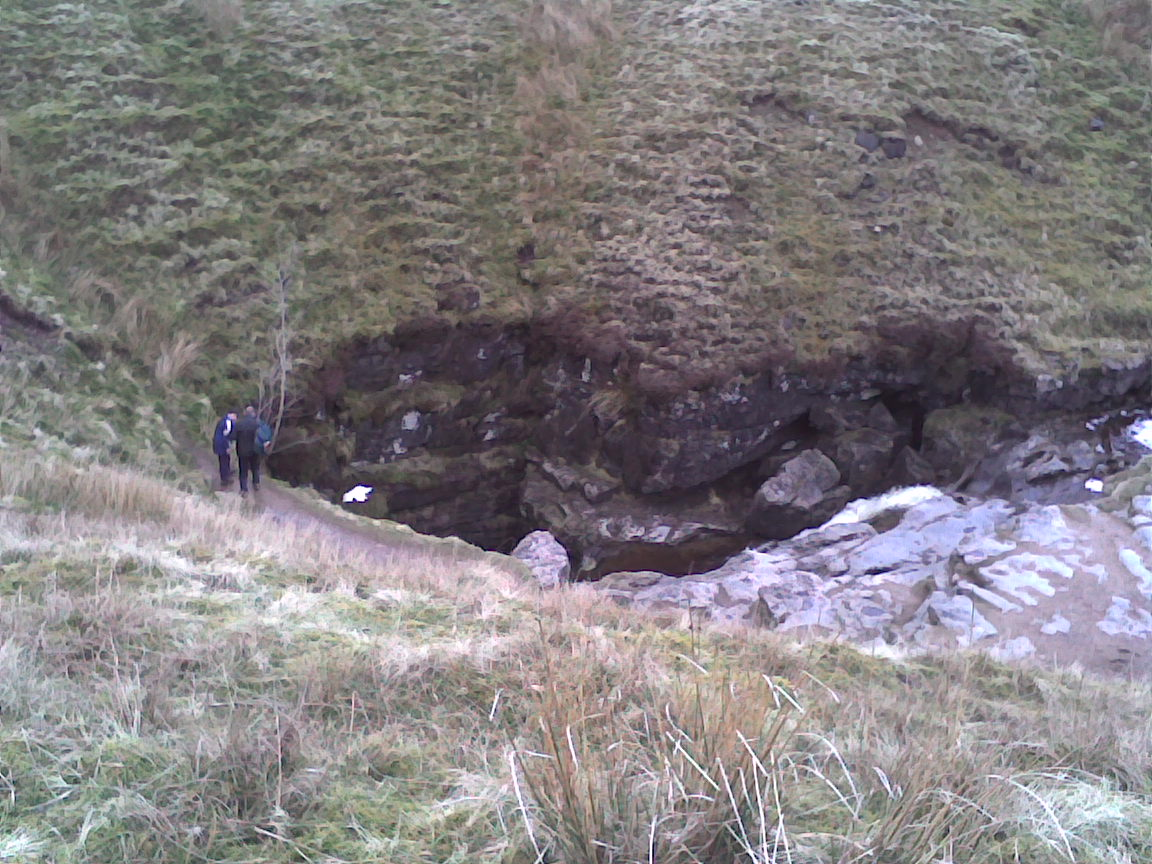
Töbör (dolina), ami kialakulhat oldódással vagy hatalmas üregek beszakadásával

A repedéses vízvezető kőzetek alapvető jellemzője, hogy azokba a víz a repedések mentén beszivárog. Ezért az ilyen kőzeteken a felszíni vízfolyások nagyon ritkák; eróziós jelenségek csak a kőzettest belsejében, a nyugalmi karsztvízszinten kialakuló üregrendszerekben (barlangokban stb.) figyelhetők meg. A karsztosodó kőzetek felszínén (vízfolyás hiányában) csak korróziós jelenségek fejlődnek, míg a környező, nem karsztosodó kőzetek folyamatosan erodálódnak, ezért a karsztosodó kőzettestek gyakran kiemelkednek környezetükből. A karsztfennsíkok felszíne viszonylag lapos, azt leginkább az egymástól többé-kevésbé különálló oldott felszínformák tagolják. A fennsík peremei többnyire meredek, gyakran tektonikus eredetű letörések; a fennsíkra lehulló víz nagy része a fennsíkot környező (illetve átszelő) völgyekben, karsztforrásokból lép újra a felszínre. A mészkőben áramló és a karsztforrásokban felszínre lépő víz a karsztvíz.
Térbeli helyzetük szerint megkülönböztetjük a felszíni és a felszín alatti karsztformákat. A víz munkájának jellege szerint megkülönböztetjük a rombolt (eróziós és oldott, azaz korróziós) formaelemeket az épített elemektől (a vízből kicsapódott anyag formakincsétől).
A nyílt karszt ma látható felszíni formáit jelentős részben az emberi tevékenység alakította ki. A karsztfennsíkokat egykor erdőségek fedték, vastag talajtakaróval. Az erdők kivágása után azonban a víz lehordta a talajt, amit a gyökerek már nem tartottak meg, és a több karsztvidék nem tudott visszaerdősülni; ezeken gyakoriak a többé-kevésbé kopár felszínek (karrmezők).
Jellegzetes karsztformák:
- felszíni:
  - karrmező vagy ördögszántás,
  - víznyelő,
  - töbör vagy dolina (vakvölgy) – kialakulhat oldódással vagy üregek beszakadásával (szakadékdolina),
  - polje,
  - uvala;

- felszín alatti:
  - barlang,
  - zsomboly (aknabarlang),
  - cseppkő,
  - mésztufagát (a karsztvízből kivált mész lerakódásából jön létre).

## Növényzetük
A nyílt karsztok jellegzetes növénytársulásai a különféle karsztbokorerdők. A déli lejtőkön gyakran karszterdők nőnek.

## A karszt kémiája

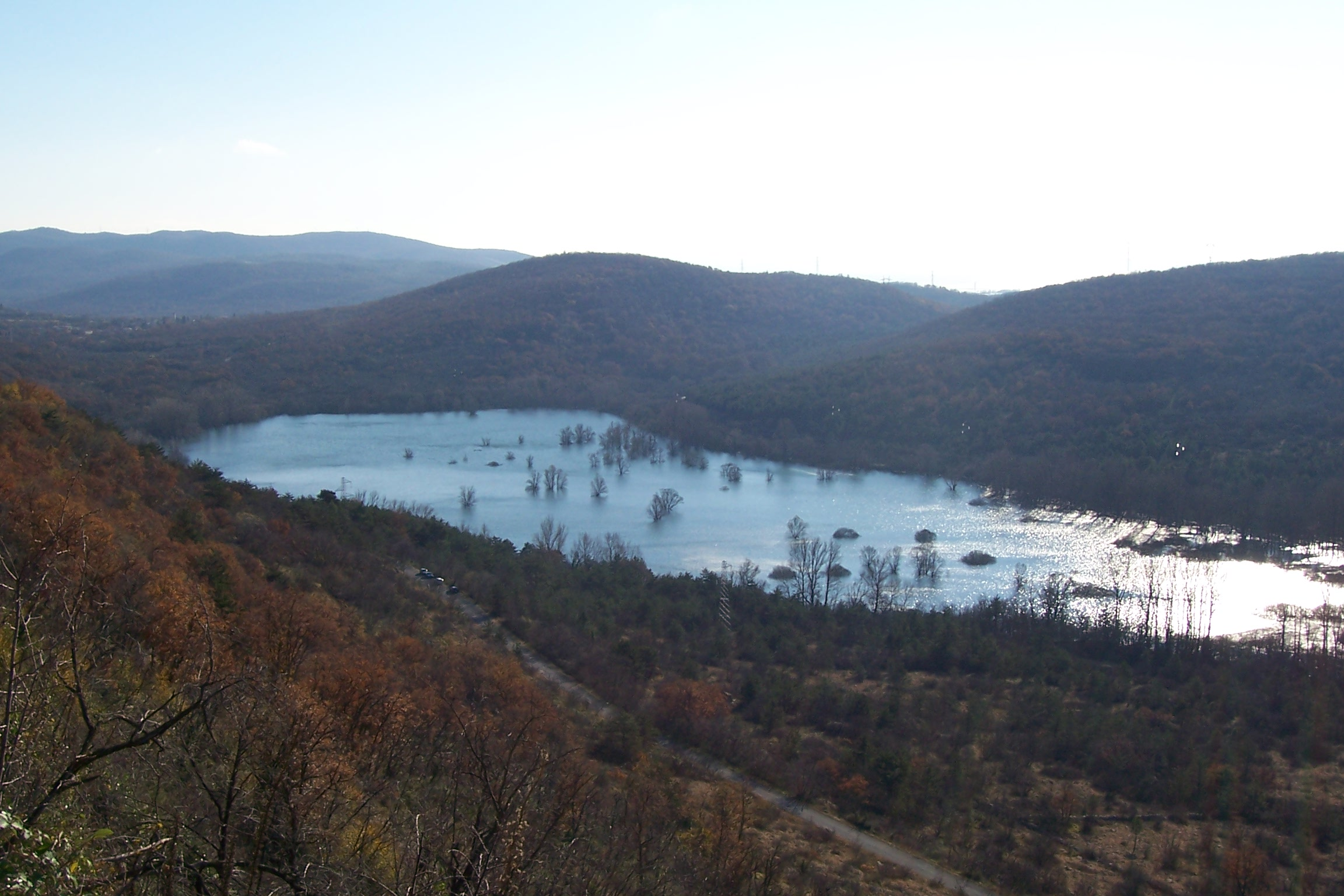
A Doberdói-tó karszttó Olaszországban – a felszín alatti víz táplálja és felszíni lefolyása sincs.

A karsztforma általában az enyhén savas víz és a benne oldódó kőzet, például mészkő vagy dolomit kölcsönhatásának eredményeképpen alakul ki. A kölcsönhatásban jelentéktelen szerepet játszó szénsavat az eső hozza magával, beoldva a légköri szén-dioxidot (CO2). A talajon átszivárgó víz abból enyhe szerves savakat (huminsavakat és fulvósavakat) old ki. Ahogy lefelé szivárog, ezek a hosszú szénláncú szerves vegyületek rövidebb láncú szerves savakká töredeznek. A szulfátos karsztvizek elemzése kimutatta, hogy a karszt formálásában a kénsav és a kén-hidrogén egyensúlya is szerepet játszhat.
Az enyhén savas víz oldani kezdi a kőzetfelszínt, behatol a repedésekbe és mélyedésekbe, az idő múltával mélyíti ezeket, így még több víz tud behatolni és kialakulnak a jellegzetes karsztcsatornák.
Kevésbé gyakori a gipsz alapú karszt, amelyben a gipsz alapkőzet oldódása a mészkő alapját képező kalcium-karbonáthoz hasonló formákat hoz létre. A felszínre kerülő kősó telepeknél is kialakul karsztosodás, ami a Sóvidéken, Parajdon az európai ritkaságnak minősülő sókarsztot hozta létre.

## Magyarország nagyobb karsztvidékei
Kizárólag jól karsztosodó kőzetekből álló hegyvidékünk nincs. Nagyobb, összefüggő karsztterületek az alábbi hegyvidékeken vannak:
- Bakony,
- Vértes,
- Gerecse,
- Pilis,
- Budai-hegység,
- Bükk-vidék,
- Aggteleki-hegység,
- Aggtelek-Rudabányai-hegység,
- Mecsek,
- Villányi-hegység.

## Lásd még
- Magyar Karszt- és Barlangkutató Társulat